# Смирнов Олег В'ячеславович
Олег В'ячеславович Смирнов (рос. Олег Вячеславович Смирнов; 8 квітня 1980, м. Електросталь, СРСР) — російський хокеїст, лівий нападник.  
Хокеєм почав займатися у 1987 році (перший тренер — Ю.Г. Парамошкін). Вихованець спортшколи XK «Кристал» м. Електросталь. Виступав за: «Кристал» (Електросталь), ХК «Липецьк», «Спартак» (Москва), «Динамо» (Москва), ЦСКА (Москва), «Елемаш» (Електросталь), «Металург» (Новокузнецьк), «Витязь» (Подольськ), ХК «Брест», ХК «Гомель», «Німан» (Гродно), ХК «Дмитров», «Хімік-СКА» (Новополоцьк), ХК «Рязань».